# Adolfo Cancani
Adolfo Cancani (1856 - 1904) fou un geofísic italià.
Va treballar a l'observatori geodinàmic de Rocca di Papa i a l'Oficina Central italiana de Metereologia i Geodinàmica. El 1908, després del devastador terratrèmol de Messina, va afegir 2 graus a l'escala de Mercalli (des d'aquell moment coneguda com a escala MC, Mercalli-Cancani i successivament com a escala MCS, Mercalli-Cancani-Sieberg) incrementant-la fins a 12 graus.
Cancani fou un hàbil constructor de sismògrafs i també es va ocupar del reconeixement de lepicentre dels terratrèmols.